# Thomas Bruce (1er comte d'Elgin)
Pour les articles homonymes, voir Thomas Bruce et Bruce.
Thomas Bruce, 1er comte d'Elgin, 3e lord Bruce de Kinloss (1599–1663), de Houghton House dans la paroisse de Maulden dans le Bedfordshire, est un noble écossais.

## Jeunesse
Né à Édimbourg en 1599, Thomas Bruce est le deuxième fils d'Edward Bruce (1er Lord Kinloss) (en) et de sa femme Magdalene Clerk. Il succède au titre de pairie écossaise en tant que 3e Lord Bruce de Kinloss en août 1613, à l'âge de 13 ans, à la mort de son frère aîné, Edward Bruce, 2e Lord Kinloss, tué dans un duel avec Edward Sackville, 4e comte de Dorset. Les domaines familiaux comprennent le château de Whorlton et le manoir donné à son père par le roi Jacques Ier d'Angleterre en 1603. Le roi accorde la tutelle de Thomas et des domaines à sa mère Magdalene, jusqu'à ce qu'il atteigne l'âge de 21 ans.
En 1624, le roi Jacques Ier accorde Houghton House à Thomas Bruce, près d'Ampthill, Bedfordshire. La maison est construite par les architectes John Thorpe et Inigo Jones, dans le style jacobéen et classique pour Mary Sidney et est rendue au Roi par le frère de Mary, deux ans après la mort de la comtesse en 1621. Il devient la résidence principale de la famille Bruce pendant plus d'un siècle,. Le roi Charles Ier d'Angleterre lui accorde ensuite Houghton Park à proximité pour préserver le gibier pour la chasse royale, mais le braconnage persistant des habitants force l'intervention ultérieure du roi.

## Règne de CharlesIer
Pendant la période de règne personnel du roi Charles Ier, Thomas Bruce maintient des relations étroites avec la cour. Il assiste le roi pour son couronnement en Écosse en 1633 et est créé comte d'Elgin le 21 juin 1633.
L'année après avoir joué dans le masque de Thomas Carew, Coelum Britannicum, Bruce reçoit le diplôme de Master of Arts de l'Université d'Oxford en 1636. Il est investi en tant que chevalier en 1638 à Windsor, avec William Villiers et Charles, prince de Galles.
Thomas Bruce est resté dans la faveur royale. Il est créé baron Bruce de Whorlton, dans la pairie d'Angleterre, le 29 juillet 1641,. En 1643, il est nommé «gardien du parc du roi» à Byfleet, rôle qu'il occupe jusqu'en 1647.

## Guerre civile
Bien que la sœur de Bruce, Christian Cavendish, comtesse de Devonshire soit une royaliste, Bruce lui-même prend le parti des parlementaires, siégeant à plusieurs comités de comté de 1644 à Purge de Pride.
Peu de temps avant le déclenchement de la Deuxième guerre civile anglaise en 1648, son compatriote écossais, William Murray (1er comte de Dysart), partisan de Charles Ier et le mari de sa parente, Catherine Bruce, nomment Bruce comme fiduciaire principal de Ham House pour agir au nom de sa femme, Catherine, et leurs filles. Cette décision réussit à protéger la propriété de Murray de la séquestration par les parlementaires.

## Mariages et descendance
Thomas Bruce s'est marié deux fois:

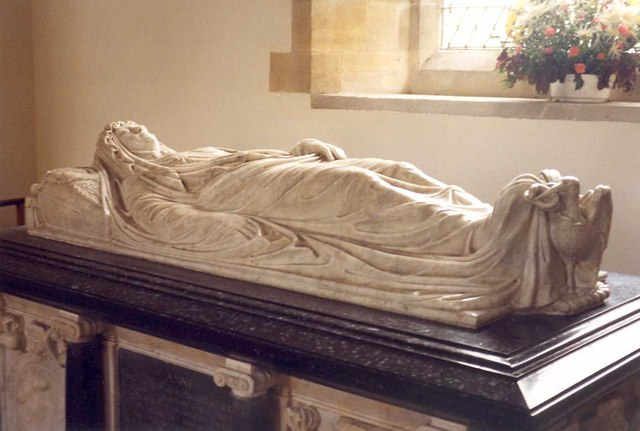
Effigie dans l'église de St Peter et St Paul, Exton, à Anne Chichester (décédée en 1627) (comtesse d'Elgin), fille de Sir Robert Chichester.

- Le 4 juillet 1622, il épouse Anne Chichester (décédée en 1627), une fille de Sir Robert Chichester (1578-1627) (en) de Raleigh (1578-1627), et de sa première épouse, Frances Harington (décédée en 1615), une fille de John Harington (1er baron Harington d'Exton) (1540-1613) et cohéritière de son frère John Harington (2e baron Harington d'Exton) (1592-1614). Anne est une demi-sœur de Sir John Chichester (1er baronnet) (en), de Raleigh (1623-1667)[11]. Elle est décédée le 20 mars 1626[7] le lendemain de la naissance d'un enfant, Robert Bruce (1er comte d'Ailesbury) (1626-1685), fils unique et héritier.

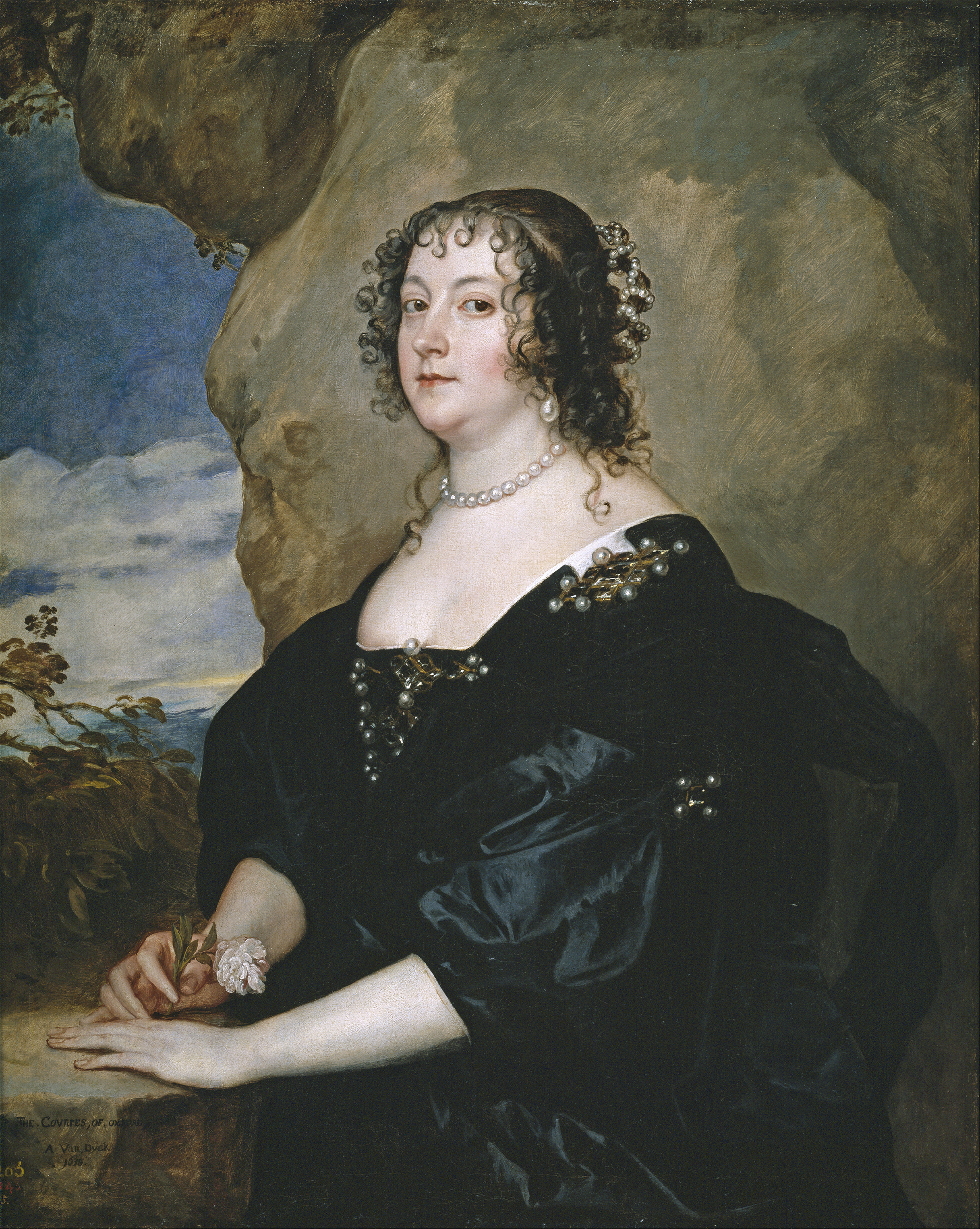
Diana Cecil, 2e épouse de Thomas Bruce et veuve d'Henry de Vere, d'Oxford. Portrait par van Dyck

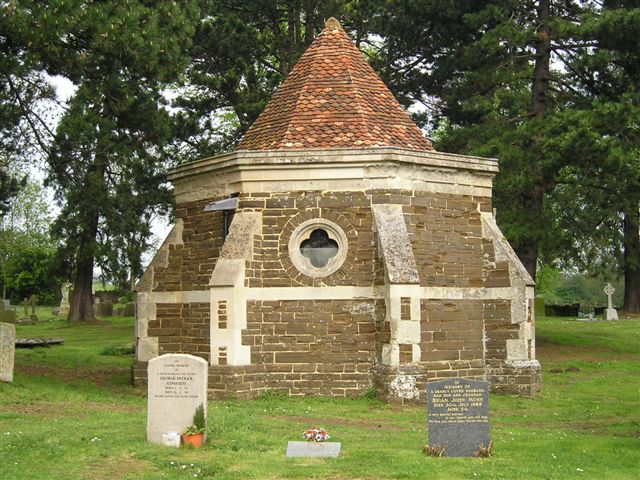
Le mausolée d'Ailesbury, Maulden Churchyard, Bedfordshire, construit par Thomas Bruce, 1er comte d'Elgin, en mémoire de sa 2e épouse Diana Cecil. L'un des premiers mausolées autonomes construits en Angleterre

- En secondes noces, le 12 novembre 1629, il épouse Lady Diana Cecil (décédée le 26 février 1658)[13] fille de William Cecil (2e comte d'Exeter) et de sa deuxième épouse, Elizabeth Drury, et veuve d'Henry de Vere (18e comte de Oxford)[14]. Le mariage reste sans descendance. Diana a épousé de Vere en 1624, juste un an avant sa mort, et a donc apporté avec elle des domaines considérables à West Tanfield et Manfield, près des domaines existants de Bruce dans le Yorkshire, ainsi que des propriétés dans le Lincolnshire et Middlesex, dont le prieuré de Clerkenwell[1]. Thomas construit en sa mémoire, le mausolée d'Ailesbury, dans le cimetière de l'église St. Mary, à Maulden, dans le Bedfordshire, un bâtiment octogonal construit sur une crypte déjà existante. À l'intérieur du mausolée subsiste le monument à Diane et les bustes en marbre de son mari Thomas et de son petit-fils Edward Bruce[15]. Sir Howard Colvin l'a identifié comme l'un des deux premiers mausolées indépendants en Angleterre, l'autre étant le mausolée Cabell à Buckfastleigh, Devon[12].

Thomas Bruce est décédé le 21 décembre 1663 à l'âge de 64 ans, et est remplacé par son fils et héritier Robert Bruce, 2e comte d'Elgin, 1er comte d'Ailesbury.